# Setodes gutivriddha
Setodes gutivriddha är en nattsländeart som beskrevs av Schmid 1987. Setodes gutivriddha ingår i släktet Setodes och familjen långhornssländor. Inga underarter finns listade i Catalogue of Life.